# پارک آمازونی گویان
پارک آمازونی گویان (فرانسوی: Parc amazonien de Guyane‎)، بزرگ‌ترین پارک ملی فرانسه با هدف حفاظت از بخشی از جنگل آمازون می‌باشد که در خاک ناحیه فراردریایی گویان فرانسه قرار گرفته و ۴۱٪ از سطح منطقه را تحت پوشش دارد. این پارک بزرگ‌ترین پارک فرانسه و به طبع آن، بزرگ‌ترین پارک اتحادیه اروپا هم محسوب می‌گردد.
شیوهٔ اجرای سازوکارهای حفاظت در پارک آمازونی گویان متفاوت است و منطقه حفاظت‌شده، حدود ۲۰٬۳۰۰ کیلومتر مربع (۷٬۸۴۰ مایل مربع) برای محدوده مرکزی (جایی که حفاظت کامل اجرا می‌گردد) و ۱۳٬۶۰۰ کیلومتر مربع (۵٬۲۵۰ مایل مربع) برای منطقهٔ ثانویه است؛ بنابراین، تمام منطقه حفاظت‌شده در مجموع حدود ۳۳٬۹۰۰ کیلومتر مربع (۱۳٬۰۹۰ مایل مربع) می‌باشد که در زمره جنگل بارانی طبقه‌بندی می‌شود. در خلال اجلاس اوج زمین (اجلاس سران زمین) در ریودوژانیرو برزیل در سال ۱۹۹۲، پروژه پارک ملی در گویان فرانسه در ۴ ژوئن ۱۹۹۲ با پیگری فرانسوا میتران مطرح شد. نخستین پروژه در اواخر سال ۱۹۹۵ پیشنهاد شد هر چند، در دسامبر ۱۹۹۷ کنار گذاشته شد. پروژه نهایی در اوایل سال ۲۰۰۶ ارائه شد. ایجاد این پارک با وجود ابراز عدم تمایل از جانب شورای اداری (فرانسه) و شورای منطقه‌ای گویان با فرمانی در ۲۸ فوریه ۲۰۰۷ اجرایی شد و در ۷ ژوئن سال ۲۰۰۷ نیز هیئت اجرایی پارک برای نخستین مرتبه تشکیل جلسه داد.

## نگارخانه

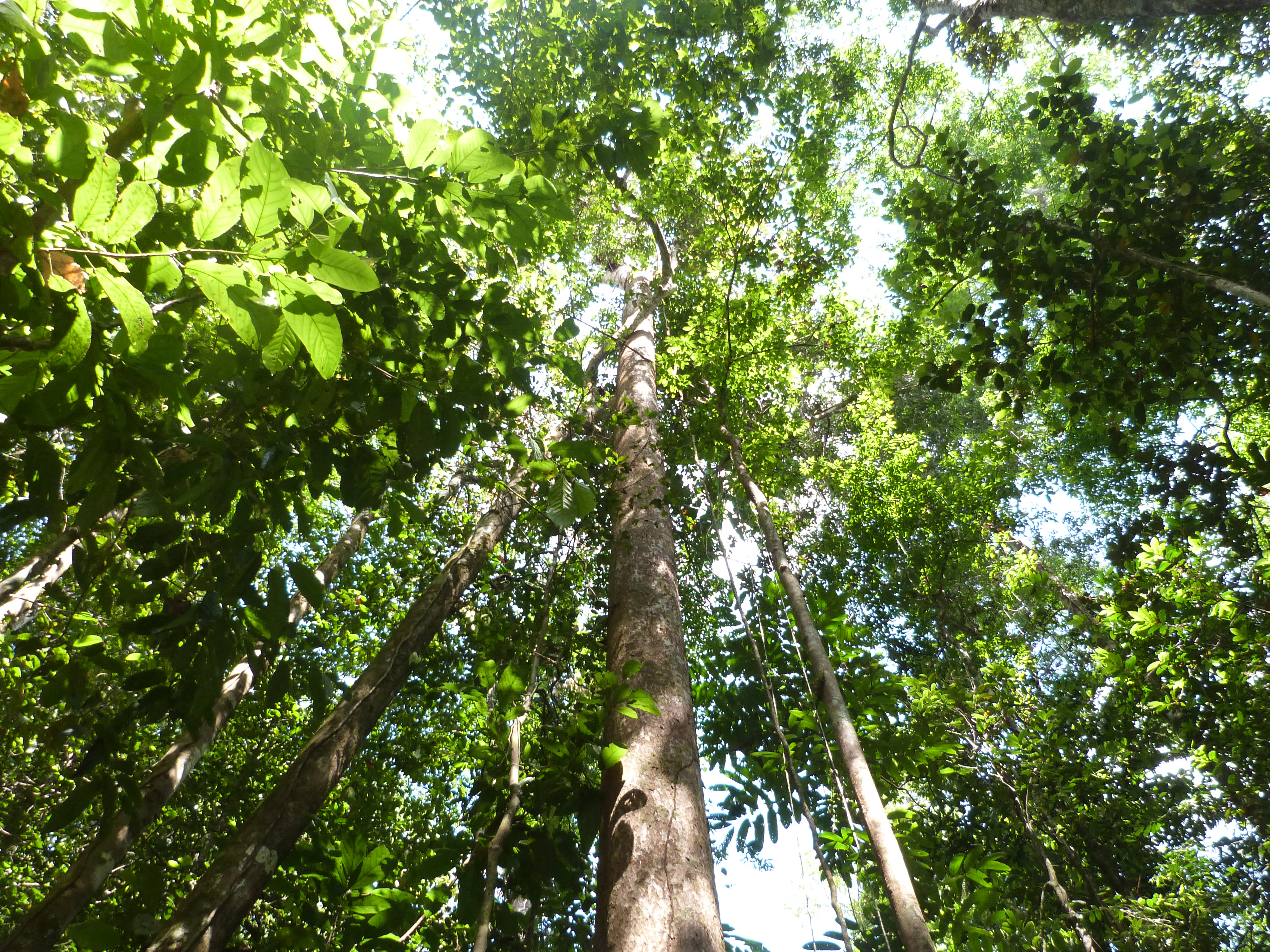
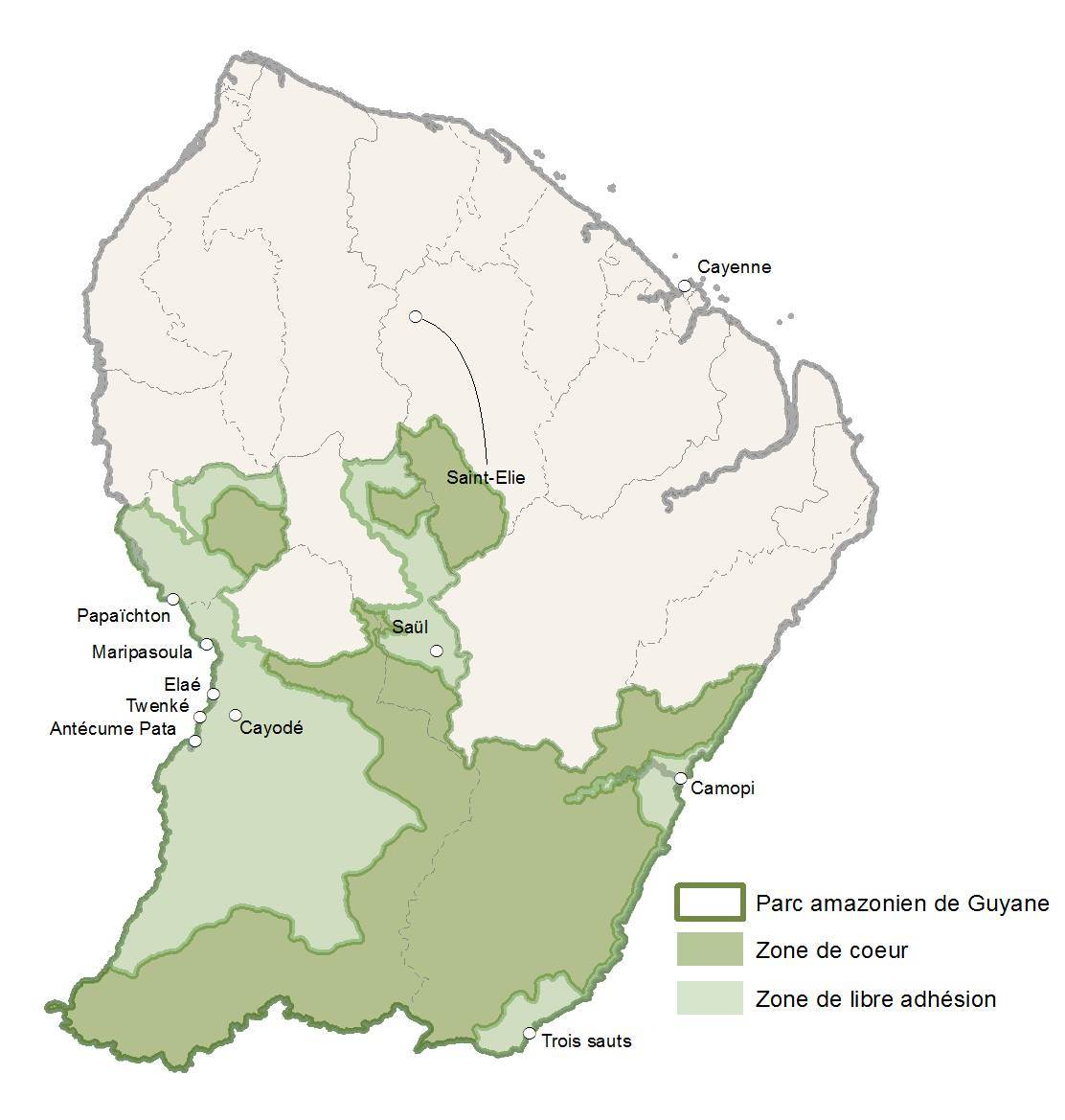